# 聖胡安包蒂斯塔區 (伊卡省)
14°00′41″S 75°44′06″W / 14.0113°S 75.7351°W
聖胡安包蒂斯塔區（西班牙語：Distrito de San Juan Bautista）是秘魯的一個區，位於該國中南部伊卡大區的伊卡省，始建於1876年6月25日，面積26.4平方公里，海拔高度416米，2005年人口11,382，人口密度每平方公里430人。